# Варзиц, Эрих
Эрих Ва́рзиц (нем. Erich Warsitz; 18 октября 1906, Хаттинген, Вестфалия — 12 июля 1983, Лугано, Швейцария) — немецкий лётчик-испытатель. Первый испытатель реактивного самолета на жидком топливе Heinkel He 176 (первый полёт 20 июня 1939 года) и турбореактивного самолёта Heinkel He 178 (27 августа 1939 года).

## Биография

### Семья
Происходил из предпринимательской семьи.

### Испытания реактивных самолётов Хейнкеля
В 1936 году Варзица познакомили с Вернером фон Брауном и Эрнстом Хейнкелем, которые оценили его как опытнейшего лётчика-испытателя того времени с незаурядными инженерными способностями. В апреле 1937 года в тесном сотрудничестве с фон Брауном Эрих Варзиц совершил первый полет на самолёте Heinkel Не 112 V7 с использованием ракетного двигателя на аэродроме Нойхарденберг. При посадке самолёт упал на «брюхо», а фюзеляж воспламенился от работы ускорителя. Тем не менее, полёт сочли успешным.
В июне 1939 года Варзиц испытал самолёт Не 176 V1 с жидкостным реактивным двигателем (ЖРД). Он рискнул совершить полёт по собственной инициативе, не уведомив об этом Хейнкеля и даже оставив завещание на случай неудачи. В результате, 50-секундный полёт прошёл успешно, и Варзиц стал первым в истории пилотом самолёта с ЖРД. Днём позже Варзиц продемонстрировал самолёт делегации люфтваффе во главе с Эрнстoм Удетoм, который остался недоволен характеристиками воздушного судна. 3 июля 1939 года Варзиц также сидел за штурвалом самолёта, когда модель представили Гитлеру. На последнего произвело впечатление мужество лётчика-испытателя, после чего Варзица пригласили на приём к Гитлеру и назначили ему крупную премию.
В августе 1939 года на аэродроме Росток-Мариенехе Эрих Варзиц совершил полёт на первом в мире реактивном самолёте He 178.

### Послевоенный период
После окончания войны Эрих Варзиц жил в квартире в американском секторе. В 3 часа ночи с 5 на 6 декабря 1945 года он был арестован четырьмя советскими офицерами. Последовали многочисленные допросы, сконцентрированные на бывшей работе Варзица по испытаниям и разработке ракетных и реактивных самолетов в Пенемюнде и на заводах Хейнкеля. Варзица склоняли к подписанию контракта, который обязал бы его сотрудничать с СССР в течение пяти лет в области развития соответствующих технологий, но он отказался. В результате Эрих Варзиц был осужден на двадцать пять лет принудительных работ. Вскоре после этого он был доставлен в Сибирь, в колонию 7525/13.
После возвращения в 1950 году, он основал при посредничестве канцлера Западной Германии Конрада Аденауэра, собственную компанию «Maschinenfabrik Hilden». В 1965 году он вышел в отставку.
В апреле 1983 года Эрих Варзиц перенес инсульт и в результате умер в возрасте 76 лет 12 июля 1983 года в Лугано, Швейцария.